# Rio dos Bois
Rio dos Bois es un municipio brasileño del estado del Tocantins. Se localiza a una latitud 09º20'42" sur y a una longitud 48º32'07" oeste, estando a una altitud de 230 metros. Su población estimada en 2004 era de 2 608 habitantes.
Posee un área de 848,511 km².